# Ждановка (Александровський район)
Жда́новка (рос. Ждановка) — село у складі Александровського району Оренбурзької області, Росія.

## Населення
Населення — 1143 особи (2010; 1458 у 2002).
Національний склад (станом на 2002 рік):
- росіяни — 75 %